# Mistrovství Československa v atletice 1946
Mistrovství ČSR mužů v atletice 1946 v kategorii mužů a žen konalo 10. srpna až 11. srpna v Praze.

## Medailisté

### Muži
| Soutěž                                   | Zlato                                                                               | Stříbro                                                                  | Bronz                                                                 |
| 100 m                                    | Jiří David 11,0                                                                     | Jan Schmid 11,2                                                          | Mirko Paráček 11,2                                                    |
| 200 m                                    | Jiří David 21,6                                                                     | Mirko Paráček 22,1                                                       | Leopold Láznička 22,1                                                 |
| 400 m                                    | Leopold Láznička 49,4                                                               | Milan Ogoun 50,2                                                         | Rudolf Smetana 50,2                                                   |
| 800 m                                    | Tomáš Šalé 1:57,3                                                                   | Luboš Vomáčka 1:57,8                                                     | Antonín Slavík 1:59,5                                                 |
| 1500 m                                   | Václav Čevona 3:55,8                                                                | Luboš Vomáčka 4:00,0                                                     | Přemysl Dolenský 4:02,6                                               |
| 5000 m                                   | Emil Zátopek 14:48,0                                                                | Ladislav Steiner 15:48,4                                                 | Miroslav Herčík 15:50,4                                               |
| 10 000 m                                 | Emil Diringer 33:05,6                                                               | František Jílek 33:10,0                                                  | Václav Weisshäutel 33:24,6                                            |
| 110 m př.                                | Milan Tošnar 15,8                                                                   | Milan Jandera 16,3                                                       | Alois Krul 16,4                                                       |
| 400 m př.                                | Vlastimil Holeček 57,5                                                              | Bořivoj Kankrlík 58,2                                                    | Vratislav Novotný 58,2                                                |
| 3000 m př. Praha 4. 8. 1946              | Jindřich Roudný 9:48,0                                                              | Jan Paulů 9:57,2                                                         | Jaroslav Šourek 10:38,8                                               |
| 4 × 100 m                                | Zdeněk Pospíšil Milan Tošnar Miroslav Hrdlička Jiří David VS Brno 43,5              | Kuleš Jaroslav Fikejz Miroslav Horčic Leopold Láznička Sparta Praha 43,8 | Jan Schmid Miroslav Řihošek Jaroslav Oliva Zbyněk Malý VSK Praha 43,9 |
| 4 × 400 m                                | Arnošt Schneider Antonín Bechyně Milan Horecký Leopold Láznička Sparta Praha 3:26,2 | Zdeněk Pospíšil Miroslav Hrdlička Milan Tošnar Jiří David VS Brno 3:27,6 | Miloslav Šimonek Milan Ogoun Luboš Vomáčka Kupka Slavia Praha 3:30,4  |
| Skok do výšky                            | Vladimír Žila 185 cm                                                                | Radomír Choděra 180 cm                                                   | Rudolf Šejnoha 180 cm                                                 |
| Skok o tyči                              | Jan Bém 405 cm                                                                      | Miroslav Krejcar 390 cm                                                  | Jaromír Malý 380 cm                                                   |
| Skok daleký                              | Jan Mrázek 706 cm                                                                   | Miroslav Řihošek 702 cm                                                  | Zdeněk Matys 699 cm                                                   |
| Trojskok                                 | Miroslav Řihošek 14,45 m                                                            | Karel Hilský 13,45 m                                                     | Zdeněk Kubý 13,45 m                                                   |
| Vrh koulí                                | Čestmír Kalina 13,62 m                                                              | Jaroslav Knotek 13,59 m                                                  | Miloš Kalvas 13,38 m                                                  |
| Hod diskem                               | Jaroslav Knotek 44,55 m                                                             | Jaroslav Sedláček 42,07 m                                                | Miroslav Zikmund 39,81 m                                              |
| Hod kladivem                             | Jaroslav Knotek 48,46 m                                                             | Jiří Dadák 43,32 m                                                       | Miroslav Hrdlička 41,58 m                                             |
| Hod oštěpem                              | Lumír Kiesewetter 58,00 m                                                           | Jaroslav Friedrich 57,86 m                                               | Václav Kučera 54,82 m                                                 |
| 10 km chůze                              | Václav Balšán 45:09,8                                                               | Jaroslav Kočí 50:10,0                                                    | Josef Zikmund 52:08,0                                                 |
| 50 km chůze Praha – Poděbrady 4. 8. 1946 | Josef Doležal 4:23:40,0                                                             | Otakar Buhl 4:45:44,0                                                    | Josef Buhl 5:00:14,0                                                  |
| Desetiboj Praha 24. – 25. 8. 1946        | Zdeněk Chromý 5459 bodů                                                             | Bořivoj Kankrlík 5293 bodů                                               | Vladimír Vondráček 5004 bodů                                          |
| Maratonský běh Košice 28. 10. 1946       | Václav Weisshäutel 2:54:19,0                                                        | Václav Kadeřábek 2:57:04,2                                               | Štefan Alkus 2:57:45,0                                                |

### Ženy
| Soutěž                    | Zlato                                                                                    | Stříbro                                                                  | Bronz                       |
| 100 m                     | Věra Kuželová 12,7                                                                       | Danuše Hiklová 13,2                                                      | Helena Straková 13,5        |
| 200 m                     | Věra Kuželová 26,7                                                                       | Helena Straková 27,7                                                     | Květoslava Pochopová 27,9   |
| 800 m                     | Marie Matesová 2:30,4                                                                    | Marie Řehořová 2:34,1                                                    | Věra Kolářová 2:39,6        |
| 80 m př.                  | Marie Matesová 13,0                                                                      | Anna Plšková 13,2                                                        | startovaly jen 2 závodnice  |
| 4 × 100 m                 | Marie Sychrová Danuše Klesnilová Zdenka Petrová Danuše Hiklová Sokol Brno I 52,9         | Eva Preussová Růžena Šulcová Božena Cvrková Věra Kuželová VSK Praha 53,7 | startovaly jen 2 štafety    |
| 4 × 200 m                 | Květoslava Pochopová Marie Sychrová Danuše Klesnilová Danuše Hiklová Sokol Brno I 1:52,0 | Eva Preussová V. Katzová Růžena Šulcová Věra Kuželová VSK Praha 1:56,2   | startovaly jen 2 štafety    |
| Skok do výšky             | Blanka Pošíková 140 cm                                                                   | Drahomíra Vorlová 140 cm                                                 | Soňa Reichová 135 cm        |
| Skok daleký               | Soňa Reichová 531 cm                                                                     | Anna Plšková 505 cm                                                      | Drahomíra Vorlová 497 cm    |
| Vrh koulí                 | Jaroslava Komárková 11,13 m                                                              | Adéla Macháčková 10,96 m                                                 | Jaroslava Mirovická 10,67 m |
| Hod diskem                | Hana Ženíšková 32,55 m                                                                   | Adéla Macháčková 31,28 m                                                 | Dana Ingrová 31,08 m        |
| Hod oštěpem               | Dana Ingrová 35,64 m                                                                     | Soňa Burianová 29,09 m                                                   | Eva Preussová 26,98 m       |
| Pětiboj Praha 21. 9. 1946 | Danuše Hiklová 209 bodů                                                                  | Soňa Reichová 207 bodů                                                   | Anna Plšková 194 bodů       |